# TMPGEnc
TMPGEnc（技贏編碼）是一個用來剪輯影像及把影像作MPEG編碼的軟件。分免費版本和付費版本兩種。免費版本軟只容許用戶免費使用其MPEG-2功能30日。

## 歷史
大約在1998年，由一個十七歲的日本人堀浩行開始開發。一開始僅支持MPEG-1的壓縮，後來加入了VCD及MPEG-2。雖然是免費軟體，但功能強大，畫質高，廣受歡迎。不但一般使用者愛用，連專業使用者也使用這套軟體來處理，如遊戲跑車浪漫旅及鬼武者的影片。
2000年，MPEG-2的編製功能違反了MPEG-LA的專利，所以這項功能被拿掉。Pro-G公司（後來被Livedoor收購）原本決定要銷售付費版的「TMPGEnc Professional」，但後來沒有實現。
2001年，成立了pegasys公司，堀浩行擔任技術總監，開始銷售包括MPEG-2在內的各種家庭用數位影片編製軟體產品的「TMPGEnc系列」。而免費版的「TMPGEnc」則限制MPEG-2功能只能使用三十天。
2008年，TMPGEnc Xpress 4.6.2版起加入CUDA技術。先前軟體已可以針對多線程處理器作加速，現在利用CUDA技術，可用GPU作加速。官方聲稱可以比傳統處理器提速446%。

## 外部連結
- 官方網站：TMPGEnc Net（页面存档备份，存于）
- Pegasys Inc.（页面存档备份，存于）